# Shenzhousaurus
Shenzhousaurus là một chi khủng long, được Ji Q. Norell Makovicky Gao K. Ji S. & Yuan mô tả khoa học năm 2003.